# Vicente Tapajós
Vicente Costa Santos Tapajós (Petrópolis, 1917 - Rio de Janeiro, 18 de fevereiro de 1998) foi um professor e historiador brasileiro. É autor de extensa produção histórica.

## Biografia
Dedicou mais de cinco décadas de sua vida ao magistério, tendo lecionado no Colégio Pedro II, no Instituto de Educação, na Universidade Federal do Rio de Janeiro, na Universidade Santa Úrsula, e no Instituto Rio Branco.
Foi ainda assessor para assuntos de História da TVE e da TV Rio.
Destacado pesquisador, redigiu inúmeros livros didáticos sobre História, e obras clássicas na historiografia brasileira, entre as quais se destacam as suas "História da América" e "História Administrativa do Brasil".
Foi homenageado com vários títulos. Foi membro do Instituto Histórico e Geográfico Brasileiro desde 1984, onde fez parte da Comissão de Pesquisas Históricas, tendo vindo a ocupar a presidência da instituição no período de 1992 a 1995.
Pertenceu também ao Instituto Histórico de Petrópolis, inicialmente como sócio efetivo e, posteriormente como sócio emérito, tendo integrado a Comissão de História no período de 1981 a 1982, tendo proferido palestras e publicado artigos.